# Эскуинтла (муниципалитет)
Эскуинтла (исп. Escuintla) — муниципалитет в Мексике, штат Чьяпас, с административным центром в одноимённом городе. Численность населения, по данным переписи 2020 года, составила 30 896 человек.

## Общие сведения
Название Escuintla с языка науатль можно перевести как собачье место.
Площадь муниципалитета равна 416,9 км², что составляет 0,6 % от площади штата, а наиболее высоко расположенное поселение Охо-де-Агуа-2, находится на высоте 2048 метров.
Он граничит с другими муниципалитетами Чьяпаса: на севере с Капитан-Луис-Анхель-Видалем, Ондурас-де-ла-Сьеррой и Сильтепеком, на востоке с Мотосинтлой, на юге с Уистлой и Вилья-Комальтитланом, на юго-западе с Акапетауа, и на западе с Акакоягуа.

## Учреждение и состав
Муниципалитет был образован в 1915 году, по данным 2020 года в его состав входит 196 населённых пунктов, самые крупные из которых:
| Код INEGI                  | Населённый пункт                                                                    | Численность населения (2005 год) | Численность населения (2010 год) | Численность населения (2020 год) |
| -------------------------- | ----------------------------------------------------------------------------------- | -------------------------------- | -------------------------------- | -------------------------------- |
| 032                        | Всего                                                                               | 27364                            | 30068                            | 30896                            |
| 0001                       | Эскуинтла (исп. Escuintla) 15°19′09″ с. ш. 92°39′31″ з. д. (административный центр) | 8691                             | 9570                             | 10624                            |
| 0070                       | Эль-Триунфо (исп. El Triunfo) 15°20′56″ с. ш. 92°32′38″ з. д.                       | 2402                             | 2719                             | 2418                             |
| 0068                       | Сан-Фелипе-Тисапа (исп. San Felipe Tizapa) 15°16′31″ с. ш. 92°36′52″ з. д.          | 1051                             | 1087                             | 1264                             |
| 0028                       | Ла-Индепенденсия (исп. La Independencia) 15°20′58″ с. ш. 92°34′44″ з. д.            | 827                              | 957                              | 1019                             |
| 0015                       | Синталапа (исп. Cintalapa) 15°20′19″ с. ш. 92°36′53″ з. д.                          | 854                              | 895                              | 868                              |
| 0071                       | Уньон-Хамайка (исп. Unión Jamaica) 15°20′17″ с. ш. 92°31′32″ з. д.                  | 669                              | 758                              | 786                              |
| 0074                       | Ринкон-Веракрус (исп. Rincón Veracruz) 15°18′08″ с. ш. 92°29′44″ з. д.              | 615                              | 609                              | 753                              |
| —                          | Прочие                                                                              | 12255                            | 13473                            | 13164                            |
| Названия на карте Генштаба |                                                                                     |                                  |                                  |                                  |

## Экономическая деятельность
По статистическим данным 2000 года, работоспособное население занято по секторам экономики в следующих пропорциях:
- сельское хозяйство, скотоводство и рыбная ловля — 54,6 %;
- промышленность и строительство — 10,1 %;
- торговля, сферы услуг и туризма — 34,1 %;
- безработные — 1,2 %.

### Сельское хозяйство
Основные выращиваемые культуры: зерно, бобы, рис, кофе, какао и кокосы.

### Животноводство
В муниципалитете разводится крупный рогатый скот, свиньи и домашняя птица.

### Промышленность
Существуют предприятия по производству мороженого и сыра.

### Торговля
В муниципалитете представлены торговые точки, занимающиеся реализацией мебели, игрушек, бытовой техники, одежды и обуви, продуктов питания и напитков, а также аптеки.

### Услуги
Предоставляются услуги гостиниц, ресторанов, ремонтных мастерских и автозаправочных станций.

## Инфраструктура
По статистическим данным 2020 года, инфраструктура развита следующим образом:
- электрификация: 97,6 %;
- водоснабжение: 71,7 %;
- водоотведение: 95,4 %.

## Туризм
Основные достопримечательности:
- Археологические: раскопки Серро-де-Овандо на севере муниципалитета.
- Природные: водопады Сальто-дель-Чи-коль.